# Le Bassin de Londres
Le Bassin de Londres est un tableau réalisé par le peintre français André Derain en 1906. Cette huile sur toile de format horizontal est un paysage fauve qui représente le Pool of London, avec à l'arrière-plan la silhouette de Tower Bridge franchissant la Tamise. Partie d'une série de vues de Londres peintes sur commande pour Ambroise Vollard, elle fait partie des collections de la Tate depuis 1951.